# Erik Thommy
Erik Thommy (Ulma, 20 agosto 1994) è un calciatore tedesco, centrocampista dello Sporting K.C..

## Caratteristiche tecniche
È un esterno sinistro.

## Carriera

### Club
Cresciuto nelle giovanili dell'Augusta, ha esordito in prima squadra il 16 febbraio 2014 in un match perso 1-0 contro il Norimberga.

## Statistiche

### Presenze e reti nei club
Statistiche aggiornate al 24 dicembre 2017.
| Stagione                    | Squadra                     | Campionato                  | Campionato | Campionato | Coppe nazionali | Coppe nazionali | Coppe nazionali | Coppe continentali | Coppe continentali | Coppe continentali | Altre coppe | Altre coppe | Altre coppe | Totale | Totale | Totale |
| Stagione                    | Squadra                     | Comp                        | Pres       | Reti       | Comp            | Pres            | Reti            | Comp               | Pres               | Reti               | Comp        | Pres        | Reti        | Pres   | Reti   |        |
| --------------------------- | --------------------------- | --------------------------- | ---------- | ---------- | --------------- | --------------- | --------------- | ------------------ | ------------------ | ------------------ | ----------- | ----------- | ----------- | ------ | ------ | ------ |
| 2013-2014                   | Augusta                     | 1B                          | 1          | 0          | CG              | 0               | 0               |                    | -                  | -                  |             | -           | -           | 1      | 0      |        |
| 2014-gen. 2015              | Augusta                     | 1B                          | 3          | 0          | CG              | 1               | 0               |                    | -                  | -                  |             | -           | -           | 4      | 0      |        |
| gen.-giu. 2015              | Kaiserslautern              | 2B                          | 4          | 1          | CG              | 0               | 0               |                    | -                  | -                  |             | -           | -           | 4      | 1      |        |
| 2015-gen. 2016              | Kaiserslautern              | 2B                          | 2          | 0          | CG              | 2               | 0               |                    | -                  | -                  |             | -           | -           | 4      | 0      |        |
| Totale Kaiserslautern       | Totale Kaiserslautern       | Totale Kaiserslautern       | 6          | 1          |                 | 2               | 0               |                    | -                  | -                  |             | -           | -           | 8      | 1      |        |
| gen.-giu. 2016              | Augusta                     | 1B                          | 0          | 0          | CG              | 0               | 0               | UEL                | 0                  | 0                  |             | -           | -           | 0      | 0      |        |
| 2016-2017                   | Jahn Ratisbona              | 3L                          | 37         | 8          | CG              | 1               | 0               |                    | -                  | -                  |             | -           | -           | 38     | 8      |        |
| 2017-gen. 2018              | Augusta                     | BL                          | 6          | 0          | CG              | 0               | 0               |                    | -                  | -                  |             | -           | -           | 6      | 0      |        |
| gen.-giu. 2018              | Stoccarda                   | BL                          | 14         | 2          | CG              | 0               | 0               |                    | -                  | -                  |             | -           | -           | 14     | 2      |        |
| 2018-2019                   | Stoccarda                   | BL                          | 19         | 1          | CG              | 1               | 0               |                    | -                  | -                  |             | -           | -           | 20     | 1      |        |
| 2019-2020                   | Fortuna Düsseldorf          | BL                          | 34         | 6          | CG              | 3               | 0               |                    | -                  | -                  |             | -           | -           | 37     | 6      |        |
| 2020-2021                   | Stoccarda                   | BL                          | 8          | 0          | CG              | 0               | 0               |                    | -                  | -                  |             | -           | -           | 8      | 0      |        |
| 2021-2022                   | Stoccarda                   | BL                          | 11         | 0          | CG              | 1               | 0               |                    | -                  | -                  |             | -           | -           | 12     | 0      |        |
| Totale Stoccarda            | Totale Stoccarda            | Totale Stoccarda            | 52         | 3          |                 | 2               | 0               |                    | -                  | -                  |             | -           | -           | 54     | 3      |        |
| 2022                        | Sporting K.C.               | MLS                         | 12         | 3          | USOC            | 1               | 0               |                    | -                  | -                  |             | -           | -           | 13     | 3      |        |
| 2023                        | Sporting K.C.               | MLS                         | 34+4       | 5          | USOC            | 1               | 0               |                    | -                  | -                  | LC          | 4           | 0           | 43     | 5      |        |
| 2024                        | Sporting K.C.               | MLS                         | 8          | 3          | USOC            | 0               | 0               |                    | -                  | -                  | LC          | 0           | 0           | 8      | 3      |        |
| Totale Sporting Kansas City | Totale Sporting Kansas City | Totale Sporting Kansas City | 54+4       | 11         |                 | 2               | 0               |                    | -                  | -                  |             | 4           | 0           | 64     | 11     |        |
| Totale carriera             | Totale carriera             | Totale carriera             | 197        | 29         |                 | 11              | 0               |                    | 0                  | 0                  |             | 4           | 0           | 212    | 29     |        |